# Puchar Doskonałego Mleka
Puchar Doskonałego Mleka – zawody w skokach narciarskich i kombinacji norweskiej rozgrywane w latach 2005–2007 w Zakopanem .
Puchar Doskonałego Mleka zastąpił coroczny konkurs o Puchar Prezesa TZN. Początkowo rozgrywany był jedynie w skokach narciarskich. W 2007 do programu zawodów włączono kombinację norweską. Zawody były rozgrywane w kategorii seniorów i w kilku kategoriach juniorskich. W 2007 pierwszy i ostatni raz zawody (jedynie w kategorii seniorów w skokach) transmitowała telewizja (większość ośrodków TVP3 i TVP Sport). W 2008 zawody zaplanowano na zimę, jednak ostatecznie je odwołano.

## Skoki - seniorzy K 120
| rok  | 1. miejsce    | 2. miejsce       | 3. miejsce  |
| ---- | ------------- | ---------------- | ----------- |
| 2005 | Robert Mateja | Stefan Hula      | Adam Małysz |
| 2006 | Adam Małysz   | Wojciech Skupień | Kamil Stoch |
| 2007 | Adam Małysz   | Piotr Żyła       | Stefan Hula |

## Skoki - juniorzy K 85
| rok  | 1. miejsce       | 2. miejsce  | 3. miejsce   |
| ---- | ---------------- | ----------- | ------------ |
| 2005 | Łukasz Rutkowski | Dawid Kowal | Tomáš Zmoray |
| 2006 | Klemens Murańka  | Dawid Kowal | Artur Broda  |

## Skoki - kat.junior AK 85
| rok  | 1. miejsce       | 2. miejsce                    | 3. miejsce       |
| ---- | ---------------- | ----------------------------- | ---------------- |
| 2007 | Łukasz Rutkowski | Wojciech Gąsienica-Kotelnicki | Sebastian Toczek |

## Skoki - kat.junior BK 85
| rok  | 1. miejsce | 2. miejsce      | 3. miejsce  |
| ---- | ---------- | --------------- | ----------- |
| 2007 | Maciej Kot | Mateusz Cieślar | Kamil Kowal |

## Skoki - juniorzy młodsi K 65
| rok  | 1. miejsce      | 2. miejsce       | 3. miejsce    |
| ---- | --------------- | ---------------- | ------------- |
| 2005 | Klemens Murańka | Mateusz Cieślar  | Dawid Kubacki |
| 2006 | Klemens Murańka | Mateusz Kukuczka | Paweł Słowiok |
| 2007 | Klemens Murańka | Adam Cieślar     | Paweł Słowiok |

## Skoki - młodzicy K 35
| rok  | 1. miejsce           | 2. miejsce      | 3. miejsce         |
| ---- | -------------------- | --------------- | ------------------ |
| 2005 | Klemens Murańka      | Paweł Słowiok   | Rafał Polinkiewicz |
| 2006 | Paweł Słowiok        | Klemens Murańka | Tomasz Byrt        |
| 2007 | Aleksander Zniszczoł | Krzysztof Leja  | Stanisław Biela    |

## Kombinacja norweska 5 km, K 85
| rok  | 1. miejsce       | 2. miejsce      | 3. miejsce  |
| ---- | ---------------- | --------------- | ----------- |
| 2007 | Wojciech Cieślar | Andrzej Zarycki | Marcin Mąka |